# Pablo Virgilio Siongco David
Pablo Virgilio Siongco David  (* 2. března 1959, Betis) je filipínský římskokatolický kněz, biskup v Kalookanu, předseda Filipínské biskupské konference a designovaný kardinál.

## Život
Po studiích na Filipínách byl v roce 1983 vysvěcen na kněze a inkardinován do arcidiecéze San Fernando. V roce 1986 byl vyslán na studia do zahraničí, získal licenciát a následně doktorát z teologie na lovaňské univerzitě diplom na Jeruzalémské biblické škole. Po návratu především vyučoval biblistiku na filipínských seminářích. 

### Biskupská služba
Papež Benedikt XVI. jej v květnu 2006 jmenoval pomocným biskupem v arcidiecézi San Fernando, biskupské svěcení mu v červenci 2009 udělil manilský arcibiskup kardinál Gaudencio Borbon Rosales. Papež František jej v říjnu 2015 jmenoval sídelním biskupem v Kalookanu.

### Kardinálská kreace
V neděli 6. října 2024 papež František oznámil, že na 8. prosince 2024 svolá konzistoř, v níž bude jmenovat 21 nových kardinálů, včetně Mons. Siongca Davida.